# Liu Hong
Liu Hong (en chino: 刘虹, 12 de mayo de 1987) es una deportista china que compite en atletismo, especialista en la disciplina de marcha. Es campeona olímpica y tricampeona mundial de los 20 km.
Participó en cuatro Juegos Olímpicos de Verano, obteniendo en total tres medallas, plata en Londres 2012, oro en Río de Janeiro 2016 y bronce en Tokio 2020, en los 20 km marcha, y el cuarto lugar en Pekín 2008.
Ganó cinco medallas en el Campeonato Mundial de Atletismo entre los años 2009 y 2019.
En junio de 2015 estableció una nueva plusmarca mundial de los 20 km marcha, con un tiempo de 1:24:38, y en marzo de 2019 batió el récord mundial de los 50 km marcha, con una marca de 3:59:15.

## Palmarés internacional
| Juegos Olímpicos   | Juegos Olímpicos        | Juegos Olímpicos  | Juegos Olímpicos |
| Año                | Lugar                   | Medalla           | Prueba           |
| ------------------ | ----------------------- | ----------------- | ---------------- |
| 2012               | Londres (Reino Unido)   | Medalla de plata  | 20 km marcha     |
| 2016               | Río de Janeiro (Brasil) | Medalla de oro    | 20 km marcha     |
| 2020               | Tokio (Japón)           | Medalla de bronce | 20 km marcha     |
| Campeonato Mundial |                         |                   |                  |
| Año                | Lugar                   | Medalla           | Prueba           |
| 2009               | Berlín (Alemania)       | Medalla de plata  | 20 km marcha     |
| 2011               | Daegu (Corea del Sur)   | Medalla de oro    | 20 km marcha     |
| 2013               | Moscú (Rusia)           | Medalla de plata  | 20 km marcha     |
| 2015               | Pekín (China)           | Medalla de oro    | 20 km marcha     |
| 2019               | Doha (Catar)            | Medalla de oro    | 20 km marcha     |